# Konforme Abbildung

Ein rechtwinkliges Netz und sein Bild (unten) nach einer konformen Abbildung. Linienpaare, die sich unter 90° schneiden, werden abgebildet auf Linienpaare, die sich ebenfalls unter 90° schneiden.

Eine konforme Abbildung ist eine winkeltreue Abbildung.
Das bedeutet, dass aus einem rechtwinkligen Koordinatennetz durch eine konforme Abbildung zwar ein im Allgemeinen krummliniges Koordinatennetz entsteht, dass aber „im Kleinen“ die rechtwinklige Netzstruktur vollständig erhalten bleibt, also insbesondere die Zwischenwinkel und die Längenverhältnisse je zweier beliebiger Vektoren.
Solche Abbildungen finden vielfache Anwendungen in der theoretischen Physik, u. a. in der Theorie komplizierter elektrostatischer Potentiale und der zugehörigen elektrostatischen Felder sowie in der Strömungsmechanik.

## Definition
Eine lineare Abbildung {\displaystyle L\colon \mathbb {R} ^{n}\to \mathbb {R} ^{n}} heißt konform, wenn sie bijektiv ist, wenn für alle {\displaystyle v,w\in \mathbb {R} ^{n}} mit {\displaystyle v\neq 0} und {\displaystyle w\neq 0}
{\displaystyle {\frac {\langle Lv,Lw\rangle }{\|Lv\|_{2}\|Lw\|_{2}}}={\frac {\langle v,w\rangle }{\|v\|_{2}\|w\|_{2}}}}
gilt und wenn ihre Determinante positiv ist. (Ist sie negativ, so heißt {\displaystyle L} stattdessen anti-konform). Hierbei ist {\displaystyle \langle \cdot ,\cdot \rangle } das Standardskalarprodukt und {\displaystyle \|\cdot \|_{2}} die euklidische Norm. Mit anderen Worten erhalten (lineare) konforme oder anti-konforme Abbildungen den Betrag des Winkels zwischen zwei beliebigen Vektoren; während eine konforme die Orientierung des Winkels erhält, kehrt sie eine anti-konforme um.
Des Weiteren heißt für {\displaystyle D\subset \mathbb {R} ^{n}} eine differenzierbare Abbildung {\displaystyle f:D\to \mathbb {R} ^{n}} konform in einem Häufungspunkt {\displaystyle x} von {\displaystyle D}, wenn ihr Differential in {\displaystyle x} konform ist.
Wird in der obigen Definition einer konformen linearen Abbildung auf die Forderung, dass {\displaystyle L} die Orientierung erhalte, also die Determinante positiv sei, verzichtet und die Annahme der Bijektivität durch die der Injektivität ersetzt, ergibt die Definition auch für Abbildungen {\displaystyle L:\mathbb {R} ^{m}\to \mathbb {R} ^{n}} mit {\displaystyle m<n} einen Sinn. Allgemeiner können dann auch beliebige Innenprodukträume als Definitions- und Zielbereich zugelassen werden (die durchaus unendlich-dimensional sein dürfen). Handelt es sich sogar um Hilberträume, ergibt auch die Definition nicht notwendigerweise linearer konformer Abbildungen Sinn, wenn das Differential im Sinne der Fréchet-Ableitung verstanden wird. 

## Eigenschaften
- Falls {\displaystyle U} eine offene Teilmenge der komplexen Ebene {\displaystyle \mathbb {C} } ist, dann ist die Funktion {\displaystyle f\colon U\to \mathbb {C} } konform genau dann, wenn sie holomorph ist und ihre Ableitung ungleich null auf ganz {\displaystyle U} ist. Die konformen Abbildungen bilden also die geometrische Veranschaulichung der komplex differenzierbaren (analytischen oder holomorphen) Funktionen einer komplexen Variablen (vgl. die Veranschaulichung reeller Funktionen durch ebene Kurven). Real- bzw. Imaginärteil einer solchen Funktion bzw. ihrer lokal rechtwinkligen Koordinatennetze können z. B. als Potentiale eines elektrostatischen Feldes oder eines Strömungsfeldes interpretiert werden.[1] Auch meromorphe Funktionen sind nützlich, weil deren Polstellen die Dipole, Quadrupole usw., allgemein: die Multipole dieser Potentiale erzeugen.
- Die konformen Abbildungen des Minkowski-Raums auf sich selbst umfassen die Lorentz-Transformationen und Translationen, die die Metrik unverändert lassen, die Dilatationen, die die Metrik um eine glatte Funktion skalieren sowie die speziellen konformen Transformationen, zu denen die Inversion an einer Kugeloberfläche gehört (vgl. Kugelwellentransformation).
- Wie die Lorentz-Transformationen und die Poincaré-Transformationen bilden auch die konformen Transformationen eine Lie-Gruppe, die konforme Gruppe.

## Physikalische Anwendungen

Tragflügel und Kreis hängen durch eine konforme Abbildung zusammen

Die nebenstehende Abbildung zeigt an einem Beispiel aus dem „Flugzeugbau“, dass durch die konforme Abbildung komplizierte Kurven auf wesentlich einfachere Kurven abgebildet werden können. Das abgebildete Beispiel einer konformen Abbildung ist die Joukowski-Funktion (auch „Schukowski-Funktion“ geschrieben). Bei dieser Abbildung wird das Joukowski-Profil auf einen Kreis abgebildet. Die Geschwindigkeit, mit der etwa Luftteilchen das (zweidimensionale) Tragflügel-Profil umströmen, wird einfacher berechenbar, wenn es um die Umströmung eines Kreiszylinders geht. Damit wird plausibel, dass die konformen Abbildungen in folgenden Gebieten eine wichtige Bedeutung haben, solange man Phänomene in der zweidimensionalen Ebene untersucht:
- Strömungslehre (Aerodynamik, Hydrodynamik)
- Elektrostatik (vgl. das elektrostatische Feld in Analogie zu Strömungsfeldern)
- Wärmeleitung

### Invarianz unter konformen Abbildungen
Im Falle des {\displaystyle d}-dimensionalen Minkowski-Raumes gilt: Die Zusammenhangskomponente der 1 von der Gruppe der orientierungstreuen konformen Transformationen ist isomorph zur Gruppe {\displaystyle SO(d,2)}, wenn {\displaystyle d>2} gilt. Für {\displaystyle d=2} ist diese Gruppe unendlichdimensional. Sie ist isomorph zu {\displaystyle \mathrm {Diff} _{+}(\mathbb {R} )\times \mathrm {Diff} _{+}(\mathbb {R} )}, wobei {\displaystyle \mathrm {Diff} _{+}(\mathbb {R} )} die unendlichdimensionale Gruppe der orientierungstreuen Diffeomorphismen von {\displaystyle \mathbb {R} } auf sich bezeichnet.
Im Falle des {\displaystyle d}-dimensionalen euklidischen Raumes ist die entsprechende Gruppe isomorph zu {\displaystyle SO(d+1,1)}, {\displaystyle d\geq 2}. Im Falle {\displaystyle d=2} ist sie daher auch isomorph zur Gruppe der Möbiustransformationen.
Physikalische Systeme, die unveränderlich unter konformen Abbildungen sind, haben eine große Bedeutung in der Festkörperphysik, in der Stringtheorie und in der konformen Feldtheorie.

## Konforme Abbildungen auf (semi-)riemannschen Mannigfaltigkeiten
Seien {\displaystyle (M,g)} und {\displaystyle (N,h)} zwei riemannsche Mannigfaltigkeiten bzw. semi-riemannsche Mannigfaltigkeiten. Die Funktionen {\displaystyle g} und {\displaystyle h} bezeichnen die metrischen Tensoren. Zwei Metriken {\displaystyle g} und {\displaystyle h} auf einer Mannigfaltigkeit {\displaystyle M} heißen in der riemannschen Geometrie „konform äquivalent“, falls {\displaystyle g=uh} mit einer auf {\displaystyle M} definierten positiven Funktion {\displaystyle u}, die konformer Faktor genannt wird. Die Klasse konform äquivalenter Metriken auf {\displaystyle M} heißt konforme Struktur.
Ein Diffeomorphismus {\displaystyle f\colon M\to N} heißt konform, falls {\displaystyle h_{f(x)}(\mathrm {d} f_{x}(v),\mathrm {d} f_{x}(w))=e^{\sigma (x)}\cdot g_{x}(v,w)} für alle Punkte {\displaystyle x\in M} und Vektoren {\displaystyle v,w\in T_{x}M} des Tangentialraumes gilt. Man drückt das auch so aus, dass die Pullback-Metrik auf {\displaystyle M} konform äquivalent zur Metrik von {\displaystyle M} ist. Die Potenz {\displaystyle e^{\sigma (x)}} soll andeuten, dass der Faktor stets größer als 0 ist, dass es sich also um einen konformen Faktor handelt. Ein Beispiel einer konformen Abbildung ist die stereographische Projektion der Kugeloberfläche auf die projektive Ebene (Ebene ergänzt durch einen Punkt im Unendlichen).
Die konformen Abbildungen einer Mannigfaltigkeit in sich selbst werden von konformen Killing-Vektorfeldern erzeugt.